# 乔司千人坑
乔司千人坑，是浙江省文物保護單位之一，位於中國浙江省杭州市临平区喬司街道保慶橋西北面。中國抗日戰爭期間的1938年，侵華日軍在喬司連續進行了三天的屠殺，史稱「喬司大屠殺」或「戊寅慘案」；屠殺過後，保慶橋旁邊的池塘堆滿了大量屠殺死者的血肉殘骸，因而被稱為「千人坑」。

## 歷史
中國抗日戰爭期間的1938年2月18日，侵華日軍突然从杭州笕桥机场等地集结兵力，增兵包围同樣位處浙江杭州的乔司；日軍把全部出入乔司的路口封锁起來，並挨家挨户進行搜查。由於侵華日軍在前一天受到抗日部队袭击，200多名日軍兵員為此在乔司對中國平民進行报复性屠杀。日軍其後把屠杀范围扩大至方圆10里外，连续進行了三天的屠杀，史稱「乔司大屠杀」或「戊寅惨案」。
在屠杀中，日軍破壞民居和商铺，縱火焚燬大片房屋，把當地居民和附近村庄的村民枪杀、或用刺刀捅死。有日軍兵員曾迫令民眾把屍體拖到池塘裡，再把該人枪杀，如此循環数十次；此外，日軍用绳子捆住一批民眾來射杀，又把乔司平民的小孩丢进火場烧死。根據调查，乔司及附近农村共有1,360多名中國人遭到日軍殺害。屠杀後，乔司保庆桥附近出現屍横遍野、血流成河的景象，尸体堆積如山；當中，保庆桥旁边的池塘堆滿了大量屠杀死者的血肉殘骸，被稱為「千人坑」。
此後，乔司成为废墟，直至1940年才有少量人口回來居住。1941年（一說1942年），醫師方壽僧组织乔司民眾回到当地重建家园，倖存者到乔司為死者收殮屍骨；方壽僧等人又發動民眾把乔司堆積的屍骨撿起，共收集到兩大缸的屍體，簡單埋在一個泥墳內。後來，千人坑的原址上建立了一座公墓，以安葬屠殺死者。

## 保護
乔司千人坑位於戊寅公墓（保庆桥西北面）北侧2.5米處。
1983年6月，乔司千人坑列入余杭县文物保护单位；1994年4月，隨着餘杭縣升格為市，乔司千人坑亦调整為市級文物保护单位。1994年，余杭市人民政府把乔司千人坑列為余杭市爱国主义教育基地。到了2001年，餘杭市改為杭州市轄下的餘杭區，乔司千人坑调整为杭州市文物保护单位。2017年1月13日，乔司千人坑列入浙江省文物保護單位。